# Хохлы (Палкинский район)
Хохлы — деревня в Палкинском районе Псковской области России.
Входит в состав Новоуситовской волости.
Расположена в 10 км к югу от посёлка Палкино и в 2 км к западу от деревни Новая Уситва. На северо-востоке примыкает к деревне Грибули.
Население — 157 человек (2000 год), 139 человек (2010 год).